# Сокольская, Жанна Абрамовна
Жа́нна Абра́мовна Сокольская (17 ноября 1932 или 1932, Свердловск — 23 марта 2019, Екатеринбург) — советский и российский музыковед

, заслуженный деятель искусств РСФСР (1991), кандидат педагогических наук, доцент. Член правления Уральского отделения Союза композиторов России. Известна своими работами по уральскому музыковедению.

## Биография
Родилась 17 ноября 1932 года в Свердловске. Училась в Свердловском музыкальном училище, в 1958 году окончила Уральскую государственную консерваторию.
С 1953 года работала преподавателем музыки в музыкальных школах Верхней Пышмы и Свердловска. В 1959—1962 годы преподавала музыкальную литературу, сольфеджио и фортепиано в Свердловском областном культурно-просветительном и Свердловском областном музыкально-педагогическом училищах. С 1962 года работала в Свердловском государственном педагогическом институте. В 1966 году Сокольская поступила в аспирантуру Московского заочного педагогического института, там же в 1973 году защитила кандидатскую диссертацию на тему «Пути и методы овладения интонационно-смысловым анализом произведения в процессе изучения истории музыки» с присвоением учёной степени кандидата педагогических наук. В 1977 году ей было присвоено звание доцента кафедры культурологии УрГПУ. Также Ж. А. Сокольская в разные годы преподавала на кафедре истории музыки Уральской государственной консерватории.
С 1970 года Ж. А. Сокольская являлась членом Союза композиторов СССР, позднее дважды избиралась членом правления Уральского отделения Союза композиторов России, в 1960—1980-х годах она входила в президиум хорового общества Свердловской области. Также она являлась членом президиума Союза композиторов Свердловской области, была участником и организатором международных, всесоюзных, республиканских и региональных конференций и фестивалей.
Жанна Абрамовна является автором 4 монографий, одного учебного пособия, более 200 научных статей и 300 статей в газетах и журналах. Её труды являются источниками для научных работ по культуре Урала. Также она является автором статей в Уральской исторической энциклопедии и энциклопедии «Екатеринбург». В 2002 году её книга «Напев об уральской рябине: размышления о жизни и творчестве Евгения Родыгина» была отмечена почётной грамотой на конкурсе «Книга года», в 2008 году книга «Урал музыкальный: вчера и сегодня», ставшая первым обширным музыковедческим исследованием на Урале, получила грант администрации Екатеринбурга.
В 1958—1996 годах Ж. А. Сокольская участвовала в создании радио- и телепередач по музыковедению, работая внештатным корреспондентом в редакция радио и телевидения Свердловска. Она внесла существенный вклад в исследование и пропаганду музыкальной культуры Урала, став биографом многих уральских музыкантов и исследователем их творчества. На базе Уральского педуниверситета она организовала музыкальный клуб «Камерата», существовавший в 1981—2002 годы. На мероприятия клуба она приглашала именитых музыкантов, включая Владимира Кобекина и Микаэла Таривердиева.
Скончалась 23 марта 2019 года. Похоронена на Широкореченском кладбище Екатеринбурга.

## Семья
Жанна Абрамовна была замужем за Владимиром Львовичем Шульманом, профессором Уральского федерального университета.

## Награды и звания
- Медаль «Ветеран труда» (1987)[2].
- Заслуженный деятель искусств РСФСР (1991)[2].
- Почётный знак «50 лет в искусстве» (2002)[2].
- Стипендии министерства культуры Свердловской области и Министерства культуры РФ[2].